# Trophée Ron Lapointe
Die Trophée Ron Lapointe (englisch Ron Lapointe Trophy) ist eine Eishockey-Trophäe der Québec Major Junior Hockey League. Sie wird seit 1993 jährlich an den besten Cheftrainer der Liga verliehen. Die Trophäe ist nach Ron Lapointe benannt, der unter anderem als Cheftrainer der QMJHL-Teams Montréal Juniors, Québec Remparts und Shawinigan Cataractes tätig war. Im März 1992 starb er im Alter von 42 Jahren an Nierenkrebs.

## Gewinner
Erläuterungen: Farblich unterlegte Trainer haben im selben Jahr den Brian Kilrea Coach of the Year Award gewonnen.
| Jahr    | Trainer                | Team                         |
| ------- | ---------------------- | ---------------------------- |
| 2024/25 | Gardiner MacDougall    | Moncton Wildcats             |
| 2023/24 | Jean-François Grégoire | Baie-Comeau Drakkar          |
| 2022/23 | Stéphane Julien        | Sherbrooke Phoenix           |
| 2021/22 | Jim Hulton             | Charlottetown Islanders      |
| 2020/21 | Jim Hulton             | Charlottetown Islanders      |
| 2019/20 | Stéphane Julien        | Sherbrooke Phoenix           |
| 2018/19 | Mario Pouliot          | Rouyn-Noranda Huskies        |
| 2017/18 | Joël Bouchard          | Blainville-Boisbriand Armada |
| 2016/17 | Danny Flynn            | Saint John Sea Dogs          |
| 2015/16 | Gilles Bouchard        | Rouyn-Noranda Huskies        |
| 2014/15 | Joël Bouchard          | Blainville-Boisbriand Armada |
| 2013/14 | Éric Veilleux          | Baie-Comeau Drakkar          |
| 2012/13 | Dominique Ducharme     | Halifax Mooseheads           |
| 2011/12 | Jean-François Houle    | Blainville-Boisbriand Armada |
| 2010/11 | Gerard Gallant         | Saint John Sea Dogs          |
| 2009/10 | Gerard Gallant         | Saint John Sea Dogs          |
| 2008/09 | Danny Flynn            | Moncton Wildcats             |
| 2007/08 | Pascal Vincent         | Cape Breton Screaming Eagles |
| 2006/07 | Clément Jodoin         | Lewiston MAINEiacs           |
| 2005/06 | André Tourigny         | Rouyn-Noranda Huskies        |
| 2004/05 | Richard Martel         | Chicoutimi Saguenéens        |
| 2003/04 | Benoît Groulx          | Gatineau Olympiques          |
| 2002/03 | Shawn MacKenzie        | Halifax Mooseheads           |
| 2001/02 | Réal Paiement          | Acadie-Bathurst Titan        |
| 2000/01 | Denis Francoeur        | Shawinigan Cataractes        |
| 1999/00 | Doris Labonté          | Rimouski Océanic             |
| 1998/99 | Guy Chouinard          | Québec Remparts              |
| 1997/98 | Guy Chouinard          | Québec Remparts              |
| 1996/97 | Clément Jodoin         | Halifax Mooseheads           |
| 1995/96 | Jean Pronovost         | Shawinigan Cataractes        |
| 1994/95 | Michel Therrien        | Laval Titan Collège Français |
| 1993/94 | Richard Martel         | Saint-Hyacinthe Laser        |
| 1992/93 | Guy Chouinard          | Sherbrooke Faucons           |

## Quelle
- Québec Major Junior Hockey League Guide 2012–13, S. 233